# Gouvernement Wilmès II
Pour les articles homonymes, voir Gouvernement Wilmès.
Royaume de Belgique
Wilmès I De Croo
Le gouvernement Wilmès II est le gouvernement fédéral du royaume de Belgique entre le 17 mars et le 1er octobre 2020, sous la 55e législature de la Chambre des représentants.
Dirigé par la libérale francophone Sophie Wilmès, il constitue un gouvernement minoritaire, mais de plein exercice, de coalition orange-bleue entre les libéraux francophones et flamands, et les chrétiens-démocrates flamands. Il est formé en urgence, dans le contexte de la pandémie de Covid-19, et obtient le soutien d'une partie de l'opposition. Du 26 mars au 26 juin 2020, le gouvernement est détenteur des pouvoirs spéciaux afin de lutter contre la pandémie. Il cède le pouvoir au gouvernement d'Alexander De Croo.

## Historique
Dirigé par la Première ministre libérale francophone sortante Sophie Wilmès, ce gouvernement est constitué par une « coalition orange-bleue » entre le Mouvement réformateur (MR), les Christen-Democratisch en Vlaams (CD&V) et l'Open Vlaamse Liberalen en Democraten (Open VLD). Ensemble, ils disposent de 38 députés sur 150, soit 25,3 % des sièges de la Chambre des représentants.
Après neuf mois d'enlisement parsemées de négociations qui n'aboutissent pas à la suite des résultats des élections législatives fédérales du 26 mai 2019, il est finalement formé à la suite de la crise du Covid-19.
Il succède donc au gouvernement Wilmès I, cabinet d'affaires courantes constitué par une coalition identique.

### Formation
Face à la pandémie de Covid-19, touchant la Belgique à partir de mars 2020, le gouvernement demande d'urgence le soutien de l'opposition afin de devenir un gouvernement de plein exercice capable de lutter contre la maladie. Le 15 mars 2020, un accord est trouvé avec une partie de l'opposition (PS, sp.a, Ecolo, Groen, cdH, DéFI). Il a pour particularité d'être le troisième gouvernement minoritaire spontané depuis la création de la Belgique en 1831. 
Le gouvernement est désigné par le roi Philippe deux jours plus tard, 454 jours après la démission de Charles Michel et le passage du pays en affaires courantes. La déclaration gouvernementale a lieu le même jour à la Chambre ; pour éviter la diffusion de la maladie, cette déclaration se fait exceptionnellement uniquement devant les chefs de groupe et sans la présence du gouvernement dans son ensemble (seul le Kern est présent). Le 19 mars, le gouvernement obtient la confiance de la Chambre par 88 voix pour et 44 contre après un scrutin exceptionnel qui se déroule dans trois salles différentes du Parlement.

### Premières mesures
Afin de lutter contre la pandémie de coronavirus, le gouvernement annonce le 17 mars que la Belgique entre dans une période de confinement à partir du 18 mars à 12 h 0 jusqu'au 5 avril. Les Belges doivent rester au maximum chez eux. Sortir en cas d'urgence ou pour se rendre dans un magasin d'alimentation, dans une pharmacie, à la poste, à la banque, à la librairie ou pour faire le plein est permis, ainsi que pour faire de l'activité physique en extérieur tant qu'une distance de 1,5 m avec d'autres personnes soit respectée ; dans les supermarchés, il ne peut y avoir qu'un seul client par 10 m2. Les rassemblements sont interdits. Les entreprises doivent au maximum encourager le télétravail ; si ce n'est pas possible, il doit y avoir le respect d'une distanciation sociale ; une entreprise ne respectant pas ces consignes sera fermée. Les voyages hors de Belgique sont interdits. La police est chargée de faire respecter ce confinement.
Le 20 mars, le ministre de l'Intérieur Pieter De Crem annonce que le contrôle aux frontières est rétabli et que l'entrée sur le territoire belge est désormais interdit sauf dans le cas de déplacements jugés essentiels. La Chambre vote six jours plus tard les pouvoirs spéciaux au gouvernement pour une période de trois mois renouvelable une fois. 
Le 27 mars, le gouvernement prolonge la période de confinement jusqu'au 19 avril et annonce qu'elle sera potentiellement prolongée une nouvelle fois jusqu'au 3 mai. La période des pouvoirs spéciaux arrive à son terme le 26 juin et n'est pas renouvelée par la Chambre.

### Fonctionnement
Les décisions prises par le gouvernement dans le cadre de la lutte contre le coronavirus sont également prises en concertation avec les partis qui le soutiennent depuis l'opposition. Cette concertation prend chaque semaine la forme d'un Kern élargi rassemblant les présidents des partis soutenant le gouvernement : on y retrouve ainsi Paul Magnette (PS), Joachim Coens (CD&V), Gwendolyn Rutten puis Egbert Lachaert (Open Vld), Georges-Louis Bouchez (MR), Jean-Marc Nollet ou Rajae Maouane (Ecolo), Conner Rousseau (sp.a), Meyrem Almaci (Groen), Maxime Prévot (cdH) et François De Smet (DéFI) ; la N-VA, quant à elle, est représentée par Peter De Roover, chef de groupe N-VA à la Chambre des Représentants.
Cette composition du Kern pose question du point de vue de la solidarité gouvernementale puisque, selon le juriste Lucien Rigaux, « des partis qui n’engagent pas leur responsabilité devant la Chambre participent au processus de décision. Il leur est donc plus simple de tenir un double discours au gouvernement, d’une part, et à la Chambre et dans les médias, d’autre part. Ils peuvent plus facilement critiquer une décision collégiale pour laquelle ils peuvent par la suite se dédouaner ». C'est par exemple ce qui s'est passé lorsque le cdH a vertement critiqué le gouvernement quant à sa gestion sur les matériels de protection et au dépistage alors qu'il fait partie du Kern.
Le 17 septembre, le gouvernement est prolongé jusqu'au 1er octobre,.

## Composition
L'équipe du gouvernement précédent est reconduite sans aucun changement. 
| Fonction | Titulaire | Titulaire | Titulaire               | Parti    |
| --- | --------- | --------- | ----------------------- | -------- |
| Première ministre (chargée de Beliris et des Institutions culturelles fédérales) |           |           | Sophie Wilmès           | MR       |
| Vice-Premier ministre Ministre de la Justice et des Affaires européennes (chargé de la Régie des Bâtiments) |           |           | Koen Geens              | CD&V     |
| Vice-Premier ministre Ministre des Finances (chargé de la Lutte contre la fraude fiscale) Ministre de la Coopération au développement                                                                            |           |           | Alexander De Croo       | Open VLD |
| Vice-Premier ministre Ministre du Budget et de la Fonction publique (chargé de Loterie nationale et de la Politique scientifique)                                                                                |           |           | David Clarinval         | MR       |
| Ministre de la Sécurité et de l'Intérieur |           |           | Pieter De Crem          | CD&V     |
| Ministre des Affaires sociales et de la Santé publique, et de l'Asile et de la Migration |           |           | Maggie De Block         | Open VLD |
| Ministre des Pensions |           |           | Daniel Bacquelaine      | MR       |
| Ministre de l'Énergie, de l'Environnement et du Développement durable |           |           | Marie-Christine Marghem | MCC (MR) |
| Ministre des Affaires étrangères et de la Défense |           |           | Philippe Goffin         | MR       |
| Ministre de la Mobilité (chargé de Skeyes et de la SNCB) |           |           | François Bellot         | MR       |
| Ministre des Classes moyennes, des Indépendants, des PME, de l'Agriculture et de l'Intégration sociale (chargé des Grandes villes)                                                                               |           |           | Denis Ducarme           | MR       |
| Ministre de l'Agenda numérique, des Télécommunications et de la Poste (chargé de la Simplification administrative, de la Lutte contre la fraude sociale, de la Protection de la vie privée et de la Mer du Nord) |           |           | Philippe De Backer      | Open VLD |
| Ministre de l'Emploi, de l'Économie et des Consommateurs (chargée du Commerce extérieur, de la Lutte contre la pauvreté, de l'Égalité des chances et des Personnes handicapées)                                  |           |           | Nathalie Muylle         | CD&V     |